# Ivan Poddubnyj
Ivan Maximovitj Poddubnyj, (ryska: Ива́н Макси́мович Подду́бный, Ivan Maximovitj Poddubnyj, född 26 september 1871 i Zolotonosja i Guvernementet Poltava i Kejsardömet Ryssland, död 8 augusti 1949 i Jejski Ryska SFSR i Sovjetunionen) var en rysk/sovjetisk brottare som var sexfaldig världsmästare i grekisk-romersk brottning. 

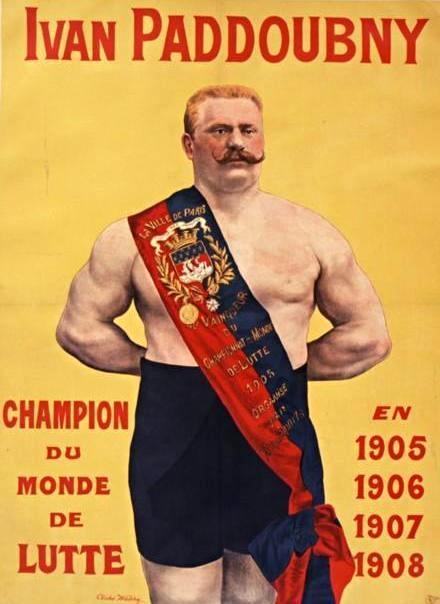
Ivan Poddubnyj

Poddubnyj arbetade som hamnlastare i Sevastopol och Feodosia 1893–1896 och därefter ett par år som kontorist för företaget Livas.
Poddubnyj besegrade 1896 flera av dåtidens kända brottare, som Geogr Lurikh, Ivan Borodanov, Nikita Razumov, och italienska Pappi i Feodosia och då började hans karriär som brottare. Sedan 1897 uppträdde Poddubnyj på cirkusarenor som tyngdlyftare och brottare, han började med ryska bälteskamper, 1903 gick han över till klassisk (fransk) brottning. Han vann upprepade gånger "världsmästerskapet" i klassisk professionell brottning, inklusive det mest prestigefyllda av dem alla i Paris (1905–1908). 
En av Poddubnyjs mest kända dueller var matcherna mot den franske brottaren Raoul le Boucher. Deras första möte slutade med fransk seger, eftersom Le Boucher hade smetat in sig med olja för att Poddubnyj inte skulle kunna ta grepp på honom och han lyckades därmed att dra ut på tiden så att domarna till sist gav honom segern med motiveringen "för vacker och skicklig undanflykt från skarpa tekniker." Domarnas beslut gjorde publiken upprörd och Poddubnyj blev så chockad över den oärliga domen att han övervägde att lämna den professionella brottningen. Stödet från vänner och kollegor fick dock Poddubnyj att ändra sig och vid en turnering i Sankt Petersburg tog han revansch på Le Boucher. Han lyckades hålla fransmannen i knä-armbågsposition i tjugo minuter, under  visslan och tutande från publiken, tills domarna förbarmade sig över den franska brottaren och gav segern till Poddubnyj.
Under ryska inbördeskriget arbetade han på cirkus i Zhitomir och Kerch, medan han fortsatte med att brottas mot inhemska bottare. 1920 arresterades han av Tjekan i Odessa och dömdes till döden, men släpptes snart. 1923-1924 arbetade han på Statscirkusen  i Moskva och tillbringade sedan tre år på turné i Tyskland och USA. År 1926, som 55-årig, vann Ivan Poddubnyj i New York titeln som amerikansk mästare.
I 1939 tilldelades Poddubnyj Arbetets Röda Fanas orden och titeln Hedrad konstnär av RSFSR för sina enastående tjänster "i utvecklingen av sovjetisk sport". Trots att han förlorade matcher, förlorade han inte en enda tävling eller turnering under sin 40 åriga karriär. Efter att ha brottats i många ryska städer och utomlands besökt ett 50-tal städer i 14 länder, slutade Poddubnyj med brottningen 1941 vid 70 års ålder. 1945 tilldelades han titeln Sovjetisk hedersmästare i sport.
Under efterkrigsåren levde Poddubnyj ett fattigt liv och var tvungen att sälja alla priser han vunnit. Han dog den 8 augusti 1949 i Jejsk, en liten semesterort vid Azovska sjön, av en hjärtattack.
Han begravdes i stadsparken i Jejsk som numera bär hans namn. På Poddubnyjs grav står ristat: "Här ligger den ryske hjälten."

## Privatliv
I början av 1900-talet, när Poddubnyj började arbeta på en cirkus i Kiev, träffade han cirkusgymnasten ”Masha”. Men hon omkom under en föreställning i en trapetsolycka.
Han gifte sig först vid fyrtio års ålder med Antonina Kvitko-Fomenko. Makarna köpte en tomt, byggde ett hus på den och startade en bigård. Men eftersom Ivan Poddubnyj ständigt var på turné sprack äktenskapet efter ungefär sju år. När han kom hem från en av sina många resor upptäckte han att hans fru hade hittat en annan. Poddubnyjs sista kärlek var änkan Maria Mashonina, vars son var en av hans brottningselever. De fick inga barn tillsammans. Familjen bosatte sig i eget hus vid havet i Jejsk där han bodde fram till sin död.

## Minnen och i kulturen

### Minnen i Jejsk
År 2011 gjordes ett Poddubnyj-monument i brons med en minnestavla vars avtäckning gjordes av den ryska brottaren Aleksandr Karelin. I närheten ligger idrottsskolan som är uppkallad efter honom och Poddubnyj-museet som invigdes 1971 på 100-årsdagen av Poddubnyjs födelse.

### Frimärken och mynt

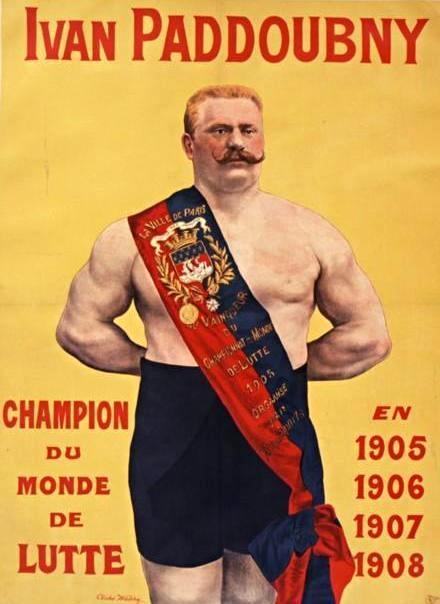
Ivan Poddubny

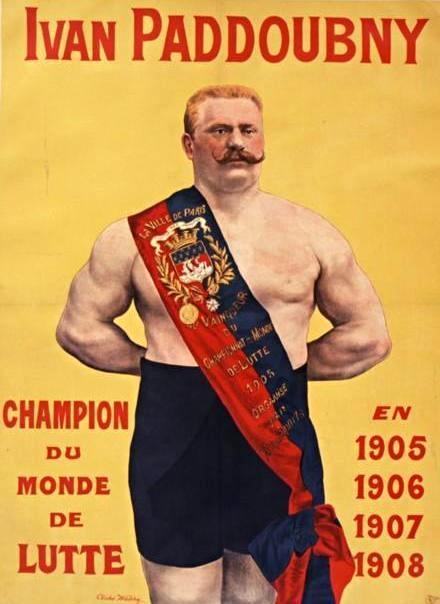
Ivan Poddubny

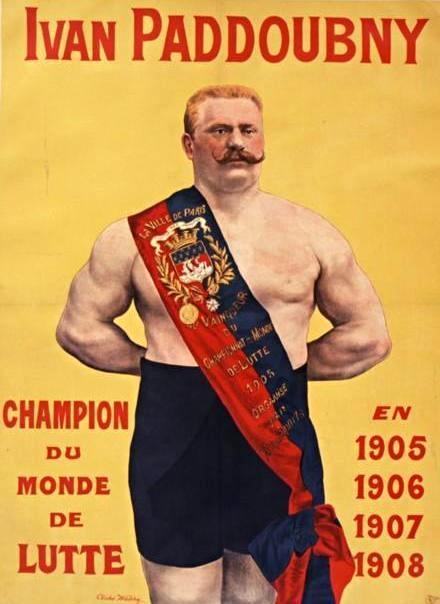
Ivan Poddubny

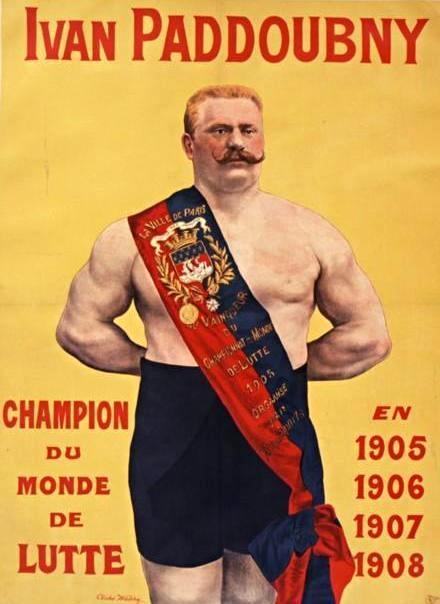
Ivan Poddubny

- 1966 utgav Sovjetiska posten ett 12-kopijok frimärke till minne av Ivan Poddubnyj.
- 1996 utgav ukrainska posten ett 40-kopijok frimärke till minne av Ivan Poddubnyj.
- 2021 utgav Ukraina ett 2-Hryvnja mynt till minne av Ivan Poddubnyj.

### Film
Den ryska filmen Poddubnyj (ryska:Поддубный) (2014) handlar Ivan Poddubnyj. Den bygger på historiska händelser och litar på personliga erfarenheter och vittnesmål. Filmen blev av censuren förbjuden i Ukraina 2014. Huvudrollen som Poddubnyj spelas av de ryska skådespelarna Maksim Saprykin och Michail Poretjenkov.